# 이선 스폴딩
이선 스폴딩(영어: Ethan Spaulding)은 미국의 애니메이터로, 《아바타: 아앙의 전설》 제작자로 알려진 인물이다. 《아바타》에서는 총 열두 에피소드를 연출했다. 이외에 DC 코믹스 원작의 《배트맨의 아들》을 연출하기도 했다.